# Crow Sit on Blood Tree
Crow Sit on Blood Tree je v pořadí třetím sólovým albem britského písničkáře, kytaristy a člena skupiny Blur Grahama Coxona. Ve Velké Británii vyšlo 6. srpna 2001 na labelu Transcopic Records. Jako zvukový mistr se na vzniku desky podílel hudební producent Ben Hillier. Albu se dostalo pouze velmi omezené propagace a komerčně neuspělo, v britském albovém žebříčku obsadilo nejvýše 131. příčku.
Autorem všech písní i ilustrací na obálce a v bookletu alba je Graham Coxon. Jako doprovodný materiál k albu vzniklo v režii G. Coxona a Helen Potterové pět minimalistických, nízkorozpočtových videí, jejichž soundtrackem jsou např. skladby „Bonfires“, „Burn It Down“ a „Too Uptight“. V Evropě album vyšlo i ve formátu mp3.

## Seznam skladeb[3]
| 1  | Empty Word             | 5:37 |
| 2  | I'm Goin' Away         | 3:17 |
| 3  | All Has Gone           | 4:22 |
| 4  | Burn It Down           | 3:30 |
| 5  | Too Uptight            | 4:11 |
| 6  | Big Bird               | 5:12 |
| 7  | Tired                  | 2:20 |
| 8  | Hurt Prone             | 4:16 |
| 9  | Bonfires               | 3:41 |
| 10 | Thank God For The Rain | 3:58 |
| 11 | You Never Will Be      | 4:37 |
| 12 | A Place For Grief      | 5:32 |